# Giacomo Filippo Tomasini
Giacomo Filippo Tomasini, né le 17 novembre 1597 à Padoue et mort le 13 juin 1655 à Cittanova d'Istria, est un homme d'Église, érudit, et écrivain italien, évêque de Novigrad.

## Biographie
Giacomo Filippo Tomasini naquit à Padoue le 17 novembre 1597. Sa famille était noble et originaire de Lucques. Admis de bonne heure dans la congrégation des chanoines séculiers de Saint Georges in Alga, il était visiteur de son ordre lorsque le pape Urbain VIII, charmé de ses vertus et du mérite de ses ouvrages, le pourvut, en 1642, de l'évêché de Citta-Nuova, en Istrie. Il fut le premier titulaire de ce diocèse, qui tint un synode en 1644, et il en publia les actes en italien.
En 1630, Tomasini avait publié en latin les Éloges des hommes illustres de Padoue, 1 vol. in-4°, qui furent réimprimés en 1634, 2 vol. Cet ouvrage est estimé. Reinesius soutint, dans l'une de ses Épîtres, qu'un Danois nommé Johan Rode, qui avait vécu longtemps à Padoue, où il s'appliquait aux sciences, en serait le véritable auteur, et Tomasini se le serait attribué pour se frayer un chemin au cardinalat. Reinesius semble même insinuer que Tomasini fit donner un canonicat à Rode en reconnaissance d'un tel présent. Niceron a défendu Tomasini contre ces accusations. « Quelques-uns, dit-il à l'article de Rode, prétendent que Rhodius étoit l'auteur des Éloges qui portent le nom de Jacques-Philippe Thomasini ; c'est une imagination sans fondement. Il peut avoir fourni quelques faits à Thomasini et revu son ouvrage ; c'est apparemment toute la part qu'il ya eue. » Thomas Bartholin, ami de Rode et de Tomasini, a lui aussi pris la défense de Tomasini. Cette défense se lit dans la seconde de ses dissertations De legendis libris. Bartholin y ajoute qu'il était devenu propriétaire des manuscrits de Rode, qui n'eussent pas manqué de laisser des traces de l'ouvrage des Éloges, si Rode l'avait effectivement composé.

## Œuvres principales
- Illustrium virorum elogia, iconibus exornata, Padoue, 1630-1644, 2 vol. in 4° : ces éloges sont assez bien faits et souvent instructifs.
- Titus Livius patavinus, ibid., 1630, in-4° ; cette vie a été réimprimé à Amsterdam, 1670, in-4°, avec des additions, et inséré dans Titi Livii Historiarum libri cum notis integris doctorum virorum, éd. A. Drakenborch, v. 7, 1746, p. 4 ; v. 15, pt. 1, 1828, p. 8.
- Laurentii Pignorii vita, bibliotheca et musæum, Venise, 1632, in-4°, et dans le t. II des Elogia ;
- Prodromus Athenarum patavinarum, Padoue, 1633, in-4° ; cet essai de biographie padovane n'a pas eu de suite.
- Petrarcha redivivus, 1re édition, Padoue, 1635, in-4° ; 2e édition, augmentée, ibid., 1650, in-4° ; ouvrage intéressant et rempli de faits curieux.
- De donariis ac tabellis votivis, Udine, 1639, in-4° ; Padoue, 1654, in-4°, et dans le Thesaurus Antiquitatum Romanarum de Grævius, t. XII.
- Bibliothecæ patavinæ manuscriptæ publicæ et privatæ, Padoue, 1639, in-4° ; il a fait en 1650, à Udine, in-4°, un livre avec le même titre sur les collections publiques et privées de Venise.
- De tesseris hospitalitatis, ibid., 1647, in-4°, et dans Grævius, Thesaurus Antiquitatum Romanarum, t. V.
- Parnassus Euganeus, Padoue, 1647, in-4° ; outre les notices consacrées aux écrivains célèbres de son siècle, il y donne une liste de sources et de renseignements bibliographiques ; ouvrage médiocre et rempli d'erreurs, suivant Labbe.
- Manus Æneæ, Cecropii votum referentis, dilucidatio, ibid., 1649, in-4°, et dans Gronovius, Thesaurus Græcarum Antiquitatum, t. X.
- Urbis patavinæ et territorii patavini inscriptiones, ibid., 1649-54, 2 vol. in-4°, et dans les Agri patav. inscript. de Jacopo Salomoni, 1696, in-4°.
- Gymnasium patavinum, Udine, 1654, in-4° ; recueil des actes originaux de l'Université de Padoue.
- Tomasini a publié une bonne édition des Épîtres de Cassandra Fedele, avec sa vie (Cassandræ Fidelis Epistolæ et orat. posthumæ, Padoue, 1636, in-12), et il a laissé plusieurs ouvrages inédits, entre autres une Histoire de l'Istrie, en latin.

## Œuvres

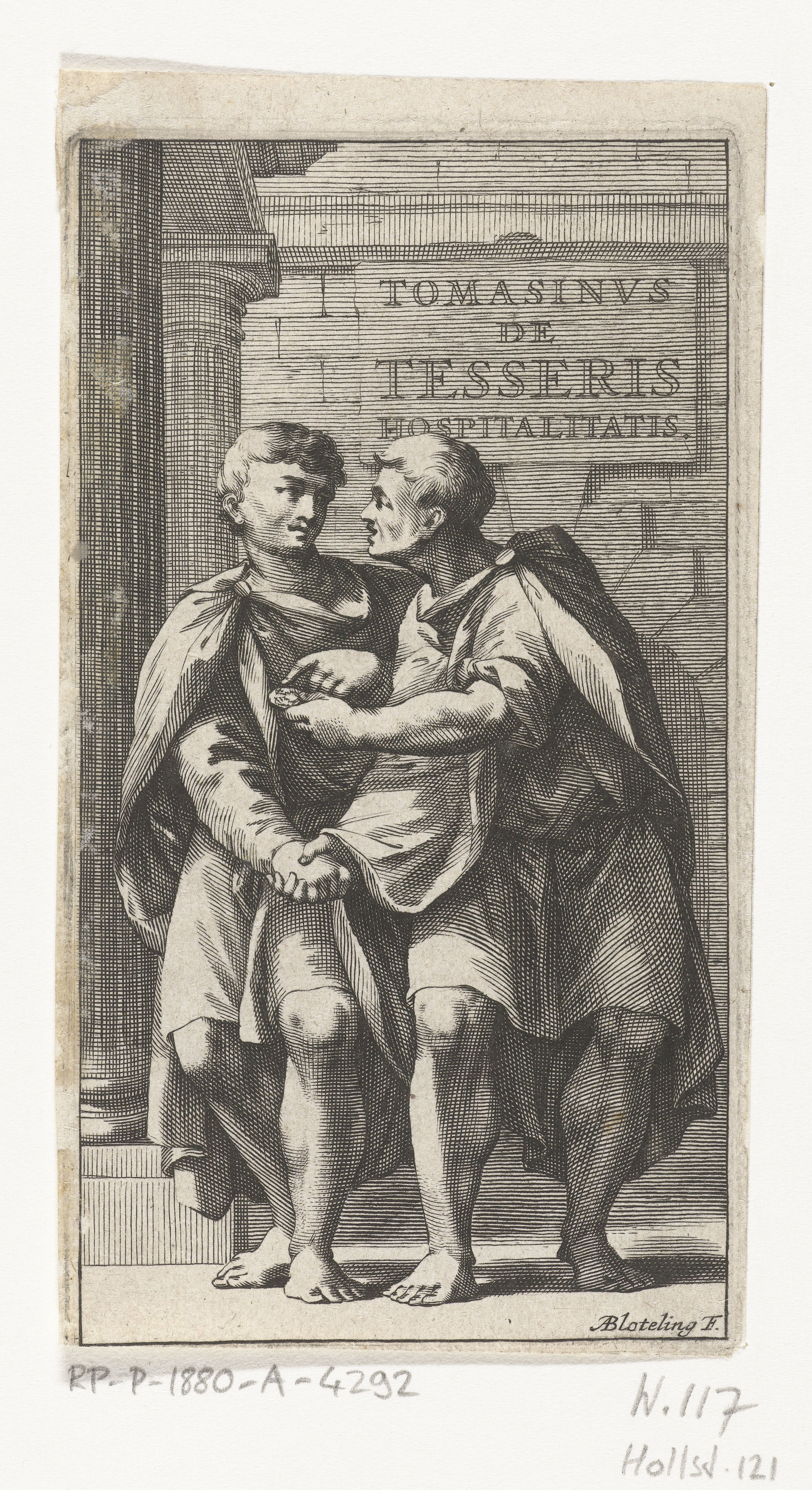
De tesseris hospitalitatis liber singularis, in quo jus hospitii universum, apud veteres potissimum, expenditur, Amsterdam, sumpt. A. Frisii, 1670.

- Discorso di Giacomo Filipo Tomasini mathematico, indrizato al clariss. sig. Benetto Capello, nel quale si ragiona dell'ecclisse lunare del presente anno 1616. & insieme delli effetti dell'ecclisse solare, che fu l'anno 1614. Doue si mostra la causa de presenti motti di guerra. Et dedicato al clariss. sig. Gierolimo Malipiero, dell'illustriss. sig. Bernardo, In Padoua : nella Martiniana, 1616
- Iacobi Philippi Tomasini, Elogia iconibus exornata illustriss. et reuerendiss. d.d. Io. Baptistae Agucchiae archiepiscopo Amasiensi, Patauii : apud Donatum Pasquardum, & socium, 1630
- Iacobi Philippi Tomasini Oratio de D. Hieronymi laudibus habita in ecclesia Canonicorum Saecularium D. Mariae ab Auantio inter missarum solemnia eius die festo. Ad excellentissimi Patauinae vrbis theologorum collegij doctores anno 1630. Quo decanum eiusdem collegij, & ecclesiae dictae priorem agebat, Patauii : apud Variscum Varisci ad Puteum Pictum, 1630
- Iacobi Philippi Tomasini Patauini Illustrium virorum elogia iconibus exornata. Illustriss. et reuereniss. d.d. Io. Baptistae Agucchiae, Patauii : apud Donatum Pasquardum, & socium, 1630
- Iacobi Philippi Tomasini T. Liuius Patauinus. Illustriss. & excellentiss. Dominico Molino Serenissimae Reipublicae Venetae senatori amplissimo D, Patauii : apud Variscum de Variscis : ad instantiam Donati Pasquardi, 1630
- V.C. Laurentii Pignorii Pat. canonici Taruisini historici, & philologi eruditissimi Bibliotheca, et Museum. Auctore Iac. Philippo Tomasino, Venetiis : apud Io. Petrum Pinellum typographum ducalem, 1632
- Prodromus athenarum patavinarum ad cives patavinos, a Iacobo Philippo Tomasino emissus, 1633
- Gaudete quotquot estis nostri ordinis mystae, gaudete vnanimes summi in orbe nunuminis Vrbani 8. prouidentia datum congregationi canonicorum saeculatium S. Georgii ab Alga patrum Lucam Ant. Virilem s.r.e. cardinalem, Patauii : typis Criuellarianis, 1634
- Iacobi Philippi Tomasini Patauini, Petrarcha rediuiuus, integram poetae celeberrimi vitam iconibus aere celatis exhibens. Accessit nobilissimae foeminae Laurae breuis historia. Ad d. Ioan. Franciscum ex comitibus Guidijs a Balneo, Patauii : typis Liuij Pasquati, & Iacobi Bortoli : apud Paulum Frambottum, 1635 lire en ligne
- V.C. Marci Antonij Peregrini i.c., D. Marci equitis, sereniss. Reipublicae Venetae a consilijs, et in celeberrimo Gymnasio Patavino iuris canonici professoris primarij, vita. Auctore Iac. Philippo Tomasino, Patauii : apud Paullum Frambrottum, 1636
- Bibliothecae Patauinae manuscriptae publicae & priuatae. Quibus diuersi scriptores hactenus incogniti recensentur, ac illustrantur. Studio & opera Iacobi Philippi Tomasini, Ad Franciscum Vitellium archiepiscopum Thessalonicensem, Vtini : typis Nicolai Schiratti, 1639
- Iacobi Philippi Tomasini, De donariis ac tabellis votiuis liber singularis. Ad eminentiss. principem Franciscum Barberinum, Vtini : ex typographia Nicolai Schiratti, 1639
- Annales canonicorum secularium S. Georgii in Alga auctore Philippo Tomasino Aemoniae episcopo, Vtini : typis Nicolai Schiratti, 1642
- Historia della B. Vergine di Monte Ortone, nella quale si contengono diuerse grazie e miracoli, l'origine della Congregazione dedicata al suo nome, e la Vita di fr. Simone da Camerino fondatore di essa, In Padoua : per Gio. Battista Pasquati, 1644
- Iacobi Philippi Tomasini, Elogia virorum literis & sapientia illustrium ad viuum expressis imaginibus exornata, Patauii : ex typographia Sebastiani Sardi, 1644
- De tesseris hospitalitatis. Liber singularis, in quo ius hospitii vniversum, apud veteres potissimum, expenditur. Auctore Iacobo Philippo Tomasino episcopo Aemoniensi, Vtini : ex typographia Nicolai Schiratti, 1647
- Iac. Phil. Tomasini, Parnassus Euganeus, siue Museum clariss. virorum, & antiquor. monumentorum simulacris exornatum. Ad cardinalem D.D. Dominicum Cechinum, Patauii : typis Sebastiani Sardi, 1647
- Manus Aeneae Cecropij votum referentis dilucidatio. Auctore Iacobo Philippo Tomasino Aemoniae praesule. Ad eminentiss. principem Federicum Corneliium S.R.E. cardinalem, Patauij : typis sebastiani Sardi, 1649
- Vrbis Patauinae inscriptiones sacrae et prophanae quibus templorum & altarium exstructiones atque dedicationes: coenobiorum quoque aedificia: primorum iuxta xciuium, ac recentiorum familiae nomina, coniugia, & liberi, magistratus ac honores diuersi: doctorum praeterea omni disciplinarum genere in urbe atque Gymnasio Patauino clarissimorum, itemque principum, nobilium, & aduenarum, artificum praeterea insignium monumenta in lucem proferuntur a Iacobo Philippo Tomasino episcopo Aemoniae, Patauii : typis Sebastiani Sardi, 1649
- Bibliothecae Venetae manuscriptae publicae & priuatae quibus diuersi scriptores hactenus incogniti recensentur. Opera Iacobi Philippi Tomasini, Vtini : typis Nicolai Schiratti, 1650
- Vita del b. Giordano forzate priore di S. Benedetto in Padoua, scritta da monsignor Giacomo Filippo Tomasino, nella quale sommariamente si raccontano le sue attioni operate a pro della patria ne' tempi calamitosi di Eccellino, con la cronologia di quel monastero; il tutto aggiustato alle ragioni della vera historia, In Udine : appresso Nicolo Schiratti, 1650
- Vita della B. Beatrice della famiglia de prencipi d'Este il di cui corpo da quattrocento, e settanta due anni in circa intiero ancora si conserua nella chiesa interiore del venerando Monasterio di S. Sofia nella città di Padoua gia descritta da monsig. Giacomo Filippo Tomasini, et hora nouamente ristampata ad istanza della reuerendissima madre abbadessa suor Quieta Ottata nobile padouana, et di tutte le madri del sudetto monasterio, et dalla medeme dedicata all'eminentissimo, Gregorio cardinale Barbarigo, In Udine : per Nicolo Schiratti, 1652 [lire en ligne]
- Gymnasium patavinum Iacobi Philippi Tomasini episcopi aemoniensis libris 5. comprehensum, Vtini : ex typographia Nicolai Schiratti, 1654
- Iacobi Philippi Tomasini, De donarijs ac tabellis votiuis liber singularis, Patauij : typis Pauli Frambotti bibl., 1654
- Relazione del sudore che mirabilmente per molti giorni mando fuori l'immagine di S. Filippo Nerio in Padoua l'anno 1632. All'eminentissimo Pietro Ottoboni cardinale di S. Chiesa, In Padova : per Gio Battista Pasquati, 1654
- Territorii Patauini inscriptiones sacrae et profanae quibus accesserunt omissae in primo volumine, ac nouiter positae, in lucem productae a Iacobo Philippo Tomasino, Patauii : typis Sebastiani Sardi, 1654
- Vita di s. Bouo caualier prouenzale. All'illustrissimo sig. Gio. Battista del Bouo nobile veronese, In Padoua : per Gio. Battista Pasquati, 1654
- Jac. Philippi Tomasini De tesseris hospitalitatis liber singularis, in quo jus hospitii universum, apud veteres potissimum, expenditur, Amstelodami : sumptibus Andreae Frisii, 1670